# David Seffer

David Seffer

David Seffer mit Kameramann Thomas Hentzschel am Set in Bayern (2012)

David Seffer (* 4. April 1980 in Dohna bei Dresden) ist ein deutsch-polnischer Filmproduzent, Filmregisseur und Drehbuchautor, der in Berlin lebt.

## Leben
David Seffer verbrachte seine Kindheit im Elbsandsteingebirge, welches ihn auch später immer wieder zu neuen Projekten inspiriert hat. Bereits im Alter von sechs Jahren erhielt er Tanz- und Gesangsunterricht in einem internationalen Ensemble an der Universität Leipzig. Von 1991 an kam Klavierunterricht an der Musik- und Kunstschule „Johannes Gredy“ in Großenhain hinzu. Seffer trat dort als Tänzer, Moderator, Sänger und Pianist im Kinder- und Jugendtanzensemble auf. Im Rahmen seiner sozialpädagogischen Ausbildung in Leipzig und gezielten Fortbildung zum Medien- und Filmpädagogen besuchte er 1998, die damals neu eröffnete „Fernseh Akademie Mitteldeutschland“.
Seffers Einstieg in die Filmbranche begann mit der Ausbildung zum Regieassistenten während der Dreharbeiten zum polnisch-amerikanischen Monumentalfilm Quo vadis? unter der Regie von Jerzy Kawalerowicz im Jahre 2000 und am Set des oscarprämierten Holocaust-Dramas Der Pianist von Regisseur Roman Polański in Warschau im Jahr 2001. Während dieser Zeit produzierte er bereits zwei eigene kleine Erstlingswerke in Zusammenarbeit mit dem WFDiF-Filmstudio Warszawa. Während seiner Ausbildung zum Produktionsleiter für Film und Fernsehen, arbeitete er als Regieassistent, Line producer oder Assistant Co-producer bei internationalen Filmproduktionen wie dem Dokumentarfilm Komeda: A Soundtrack for a Life mit, der neben dem Kurzfilm Rosemary´s Music: I remember Komeda zu einer weiteren Zusammenarbeit mit Roman Polański führte. Mit seinem Produktionsunternehmen Alvin Film Produktion realisiert er gelegentlich eigene Projekte wie Kurzfilme, Dokumentarfilme, Spielfilme und Koproduktionen in Zusammenarbeit mit internationalen Filmpartnern.
David Seffer war bis 2012 Vorstandsvorsitzender des Internationalen Filmvereins Berlin, den er gemeinsam mit weiteren Filmschaffenden und Schauspielern im Jahre 2007 gründete, um den internationalen Austausch und die Kunst und Kultur im Filmbereich zu fördern. Des Weiteren arbeitete er von 2011 bis 2012 als Dozent und Mitarbeiter am iSFF – Institut für Schauspiel, Film- und Fernsehberufe. Er ist seit 2009 Mitglied im Nachwuchsbereich „Regie“ des BVR (Bundesverband Regie) und neben der Filmproduktion weiterhin als Filmdozent und Pädagoge an diversen Bildungseinrichtungen tätig.

## Filmografie (Auswahl)
- 2002: Vincents Geheimnis
- 2004: Isabelles Tagebuch
- 2004: Kartenduell
- 2006: Die Geschichte einer fast verlorenen Liebe
- 2006: Rosemary´s Music: I remember Komeda
- 2009: Die Abenteuer des jungen Nicholas Holmes
- 2009: Im Moment des Augenblicks – Die Geschichte einer Freundschaft
- 2010: Komeda: A Soundtrack for a Life
- 2015: Living History: US Re-enactments in Deutschland